# Доколониальная история Боливии
Доколониальная Боливия охватывает исторический период между 10 000 г. до н. э., когда люди впервые заселили верховой район Анд, и 1532 годом, когда произошло вторжение испанских конкистадоров в Империю инков. В районе Анд доколумбовой Южной Америки доминировала культура Тиуанако приблизительно до 1200 года, когда региональные царства Аймара объединились в мощные этнические группы, происходящие из густонаселённого района у озера Титикака. Борьба за власть продолжалась до 1450 года, когда инки подчинили территории верхней Боливии. Проживавшие на территории современного Перу, инки принесли навык сельского хозяйства и горнодобывающей деятельности, создали сильную военную силу и централизованную политическую власть. Несмотря на своё могущество, инкам не удавалось контролировать кочевые племена Боливийской низменности и интегрировать их в Аймарское царство. Внутренние противоречия окончились с европейским завоеванием.

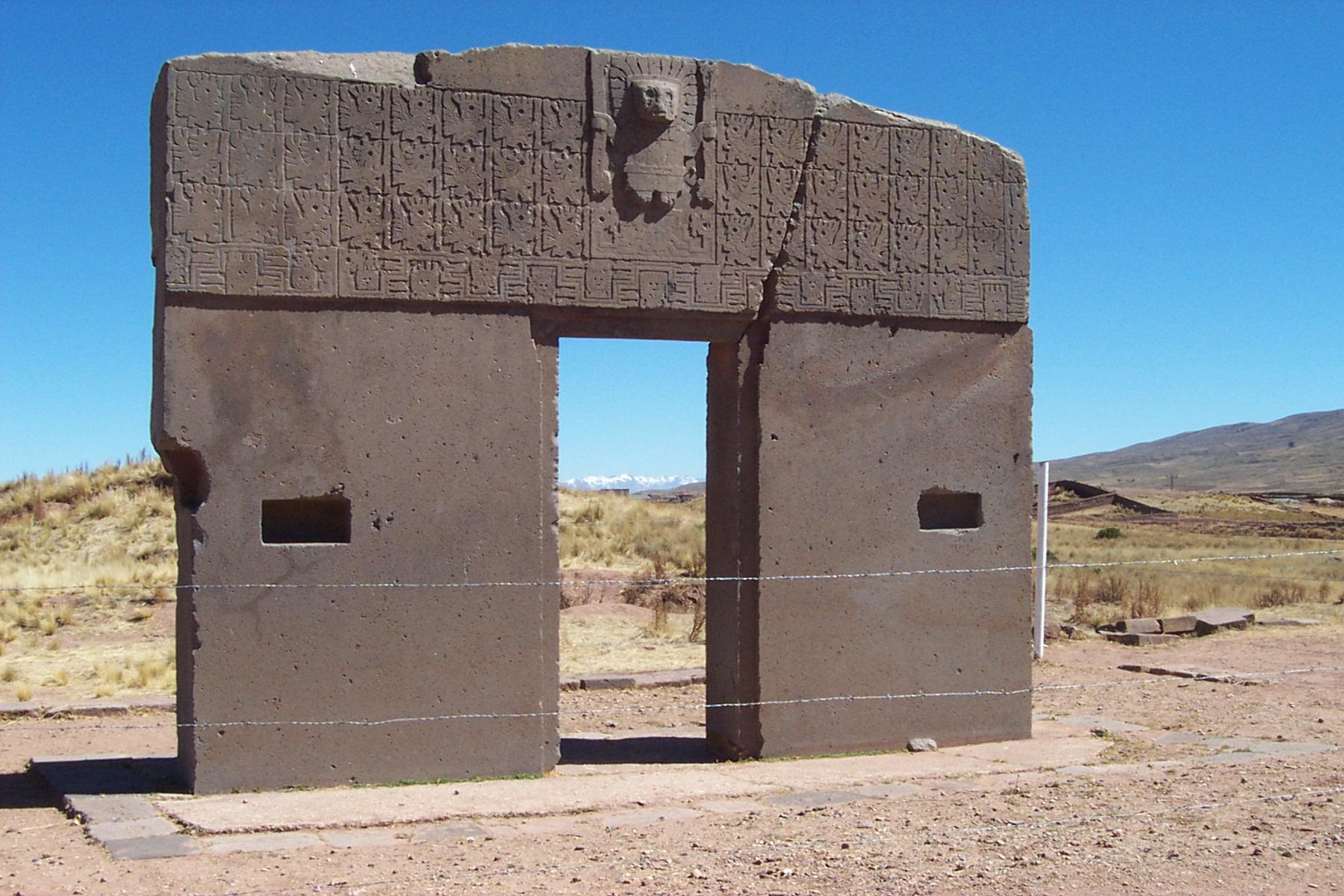
Ворота Солнца в Тиуанако

## Ранние культуры
Культуры коренных народов Боливии развивались в условиях высокогорья Альтиплано с низким содержанием кислорода, неплодородных земель и экстремальных погодных условиях. Более пригодные для жизни низины были слабо заселены охотниками-собирателями, а большая часть доколумбового населения селилась в долинах Альтиплано — Кочабамба и Чукисака.
Картошку начали культивировать около озера Титикака между 8000 и 5000 годами до н. э., киноа — приблизительно 3000—4000 лет назад, добыча меди началась в 2000 году до нашей эры. Прирученных лам, альпака и викуний использовали для транспортировки, пропитания и пошива одежды.
Местность Хискаирумоко впервые исследовали в 1994 году. В захоронении рядом с полуземляным домом обнаружили ожерелье с девятью золотыми бусинами. Угольные отложения помогли датировать находку 2155—1936 годами до н. э.
Древнейшие культуры Боливии — это Ванкарани и Чирипа. Культура Ваканрани развилась в районе департамента Оруро у озера Поопо в 1800 годы до н. э.

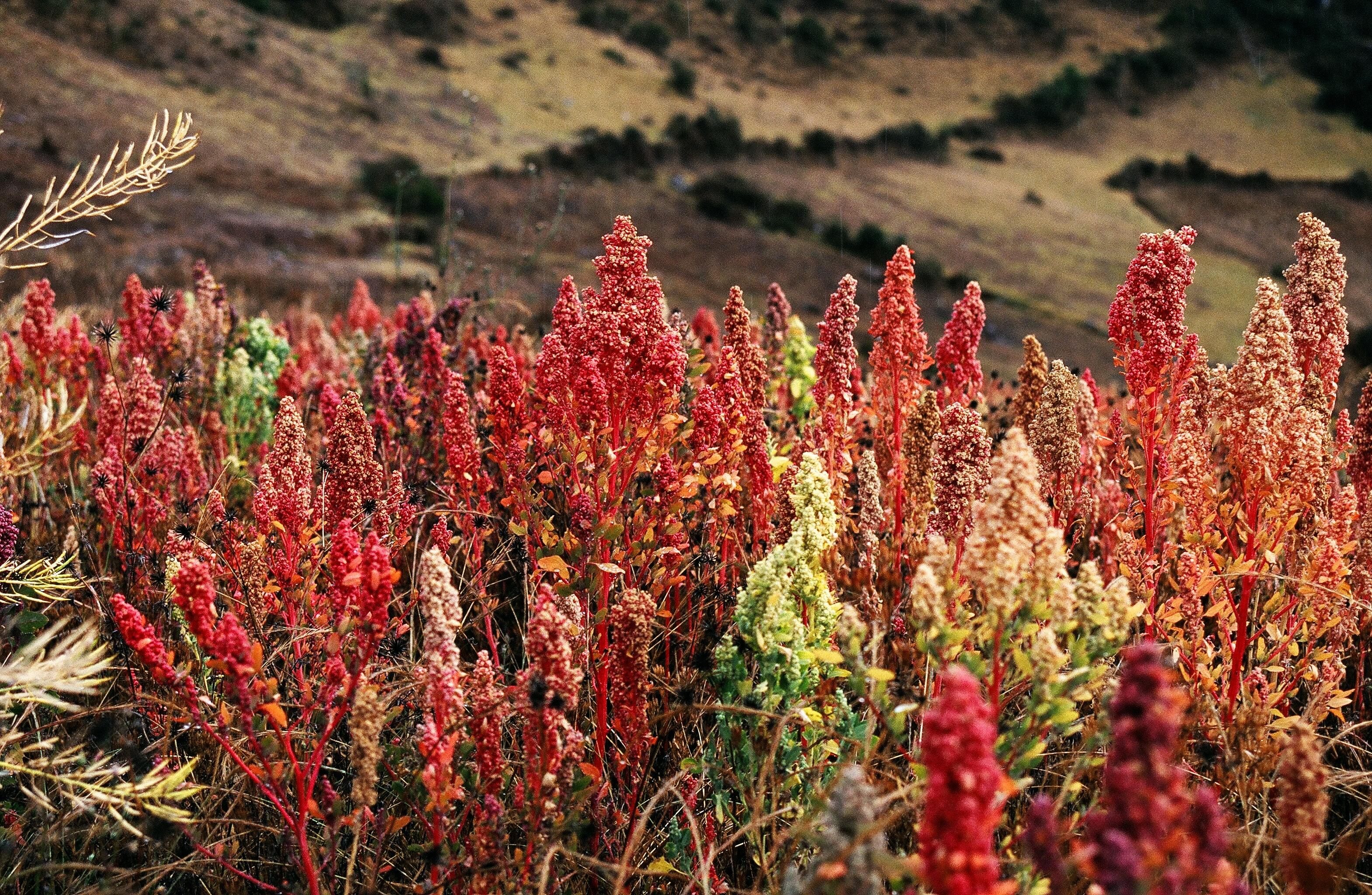
Растения киноа

### Доколумбовые культуры Боливии
- Чирипа
- Тиуанако
- Лупака[англ.]
- Мольо
- Пуэбло Чарка[исп.]
- Паягуа[англ.]
- Уру
- Мохоситы[англ.]

## Империя Тиуанако

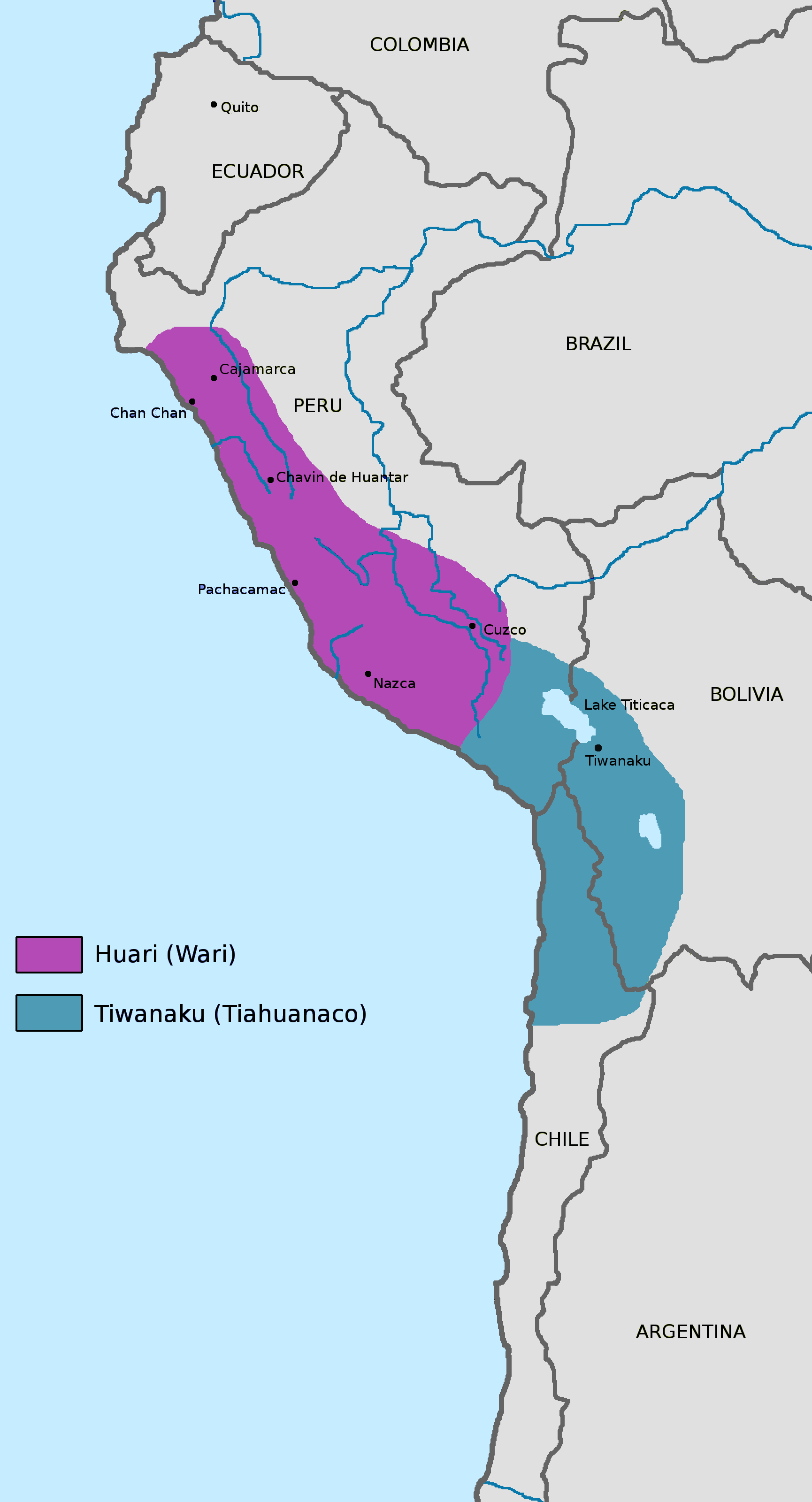
Империя Тиуанако на момент наибольшего могущества в 950 году

Столица империи Тиуанако на западе Боливии появилась в 1200 году до н. э. как небольшой сельскохозяйственный посёлок. В приблизительно 400 году империя Тиуанако начинает разрастаться до Юнгас и устанавливает контакты с другими культурами в Перу, Боливии и Чили. К 600 году империя превратилась в региональную державу юга Анд. В 600—700 годах в Тиуанако появились новые стандарты гражданской архитектуры, значительно выросла численность населения.
Империя Тиуанако поглощала, а не уничтожала другие культуры. Археологи заметили принятие вошедшими в империю культурами техники изготовления керамики. Могущество Тиуанако крепло благодаря торговли между всеми городами империи. Элита росла за счёт излишек продовольствия, которое поступало из всех регионов и при необходимости распределялось среди людей. Большую роль в транспортировке товаров между регионами и столицей сыграли ламы.
Приблизительно в 950 году произошло резкое изменение климата. Последовало значительное снижение количества осадков в бассейне Титикака, снизилась урожайность. Плодородие полей сохранилось в столице, но и оно пострадало из-за переменчивой погоды. Тиуанако исчез приблизительно в 1000 году из-за оскудения источника пищи. Многие годы эти места не заселялись людьми.

## Аймарское царство

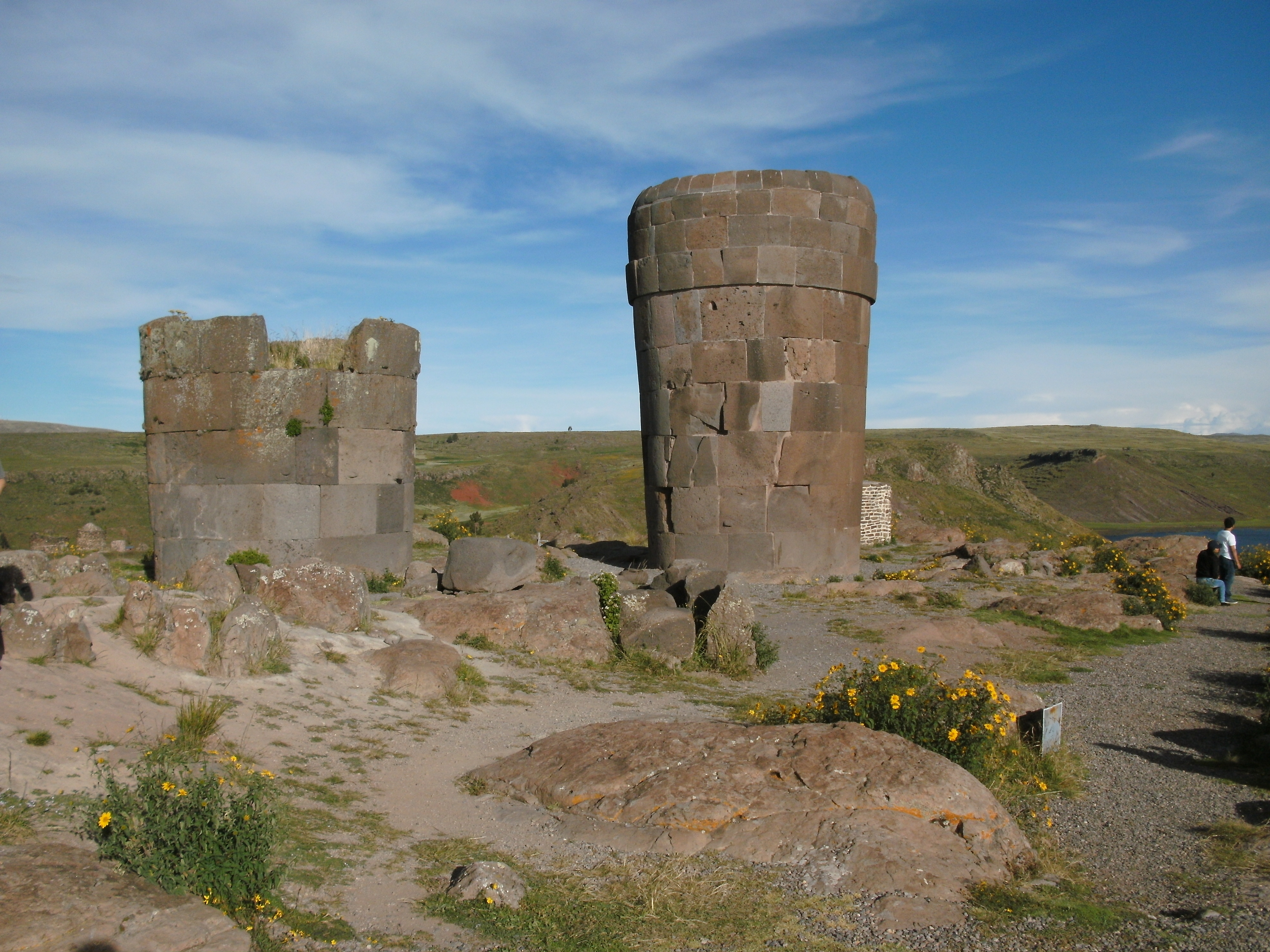
Погребальные башни — чульпы

В 1100—1460 годах народ аймара основал вокруг озера Титикака ряд царств, крупнейшими из которых считаются Лупака, Колла и Кана. Они жили в укреплённых городах (пукара) и сооружали погребально-церемониальные башни чульпа. Аймара процветали в суровых условиях альтиплано, а также контролировали плодородные земли на восточных склонах Анд. Этот тип общества получил название вертикальный архипелаг.
Аймарское общество организовывалось в общины айлью, родственные группы. Айлью делилась на два страта — верхний (hanansaya) и нижний (urinsaya). До прихода аймара здесь жили люди Уру и Пукина, которых аймара к XII веку низвели до положения безземельных крепостных. Влияние аймара в регионе окончилось победой Кечуа из Куско в 1460—1500 годах.

## Империя инков

Флаг Кольасуйу

Инки при девятом императоре Пачакутек Юпанки (правил в 1438—1471 годах) завоевали многие территории современной Западной Боливии. Наследник Пачакутека Юпанки — сын Тупак Инка Юпанки правил в 1471—1493 годах. Западная Боливия вошла в состав инкской империи как Кольасуйу — одна из четырёх провинций с около миллионным населением.
Руководитель Кольасуйу подчинялся только императору, руководил группой губернаторов провинций, которые в свою очередь контролировали представителей знати аймара. Форма труда строилась по принципу мита, когда инки заставляли людей работать в шахтах или на стройке, вербовали в армию, где те кормились своим трудом.
Несмотря на политику крайней централизации, инки не изменили радикально организацию царства Аймара, которое сохраняло относительную автономию. Многие местные начальники сохраняли свои полномочия и даже укрепились при владычестве инков. Также аймара сохранили свою культуру, религиозные воззрения, язык. Местная знать пусть и обязана была отправлять своих детей в Куско на обучение, имела частную собственность. Кроме того, система заселения восточных долин и побережья поощрялась инками.
В 1470 году несколько царств Аймара восстало против инков. Инки полностью разгромили два города и усмирили области, отправив митимов (кечуанских поселенцев) на земли Аймара — особенно южные долины и центральные долины, где позже были основаны Кочабамба и Сукре. К началу XVI века инки полностью укрепили свою власть.
Инкам не удалось покорить кочевые племена на восточной низменности Боливии. Остатки Инкских крепостей подтверждают, что инки подчинили только те культуры, которые опирались на сельское хозяйство. Таким образом, индейские племена восточной низменности — две трети Боливии во многом сохранили свой образ жизни даже после испанского завоевания. Мохоситы построили здесь дамбы, чтобы обеспечить регулярный доступ к воде.